# Poeciloderrhis fallax
Poeciloderrhis fallax är en kackerlacksart som först beskrevs av Henri Saussure och Leo Zehntner 1893.  Poeciloderrhis fallax ingår i släktet Poeciloderrhis och familjen jättekackerlackor. Inga underarter finns listade i Catalogue of Life.